# انریکه خاردی‌یل پونثلا
انریکه خاردی‌یل پونثلا (انگلیسی: Enrique Jardiel Poncela؛ ۱۵ اکتبر ۱۹۰۱ – ۱۸ فوریهٔ ۱۹۵۲) یک فیلم‌نامه‌نویس، نمایشنامه‌نویس و نویسنده اهل اسپانیا بود.
بیشتر نوشته‌های او در مایهٔ طنز است. در سال‌های ۱۹۳۲ تا ۱۹۳۴ میلادی که در آمریکا، در کنار تولیدات اصلیِ خود، یک نسخه اسپانیولی‌زبانِ همان اثر را هم می‌ساختند، از او دعوت شد تا به هالیوود برود و در این پروژه همکاری کند.